# Franziskanerkloster Lunden

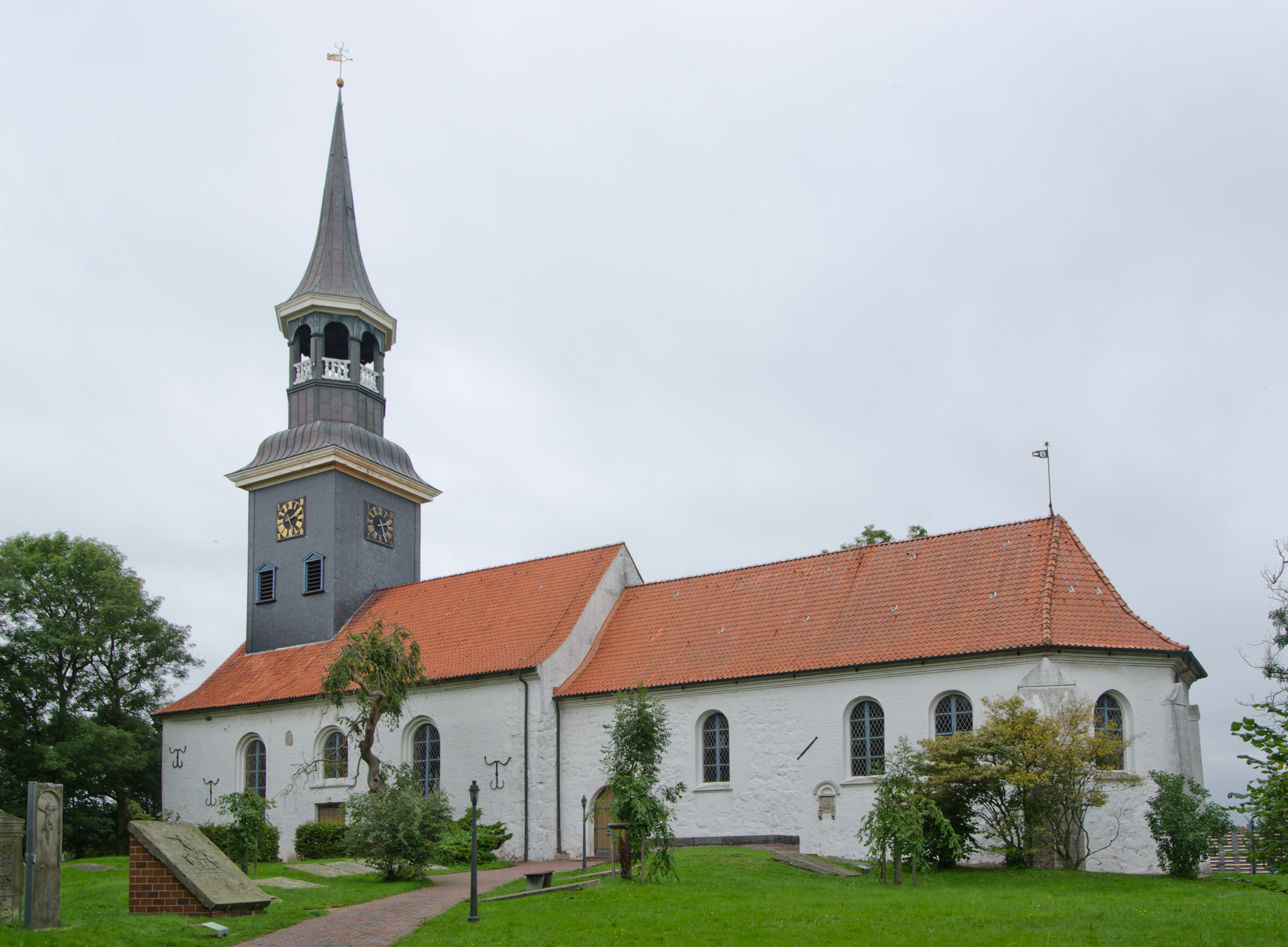
Der verlängerte Chor der St.-Laurentius-Kirche in Lunden zeugt von der Nutzung als Klosterkirche.

Das Franziskanerkloster in Lunden bestand von 1513/17 bis zu seiner Aufhebung in der Reformation 1532.

## Geschichte

### Gründung
Nach der siegreichen Schlacht bei Hemmingstedt am 17. Februar 1500 hatten die Dithmarscher in Befolgung eines Gelübdes 1502 am Ort der Schlacht ein Benediktinerinnenkloster gestiftet und reich ausgestattet. Warum genau es zur Auflösung dieses Frauenklosters kam und weshalb dieses in ein Franziskanerkloster umgewidmet und nach Lunden verlegt wurde, ist aus den Quellen nicht eindeutig zu entnehmen. Jedenfalls erlaubte der Hamburger Dompropst Joachim von Klitzing die Umwandlung 1513, und Papst Leo X. bestätigte dies 1517. Die unfertigen Bauten in Hemmingstedt wurden abgebrochen und das Baumaterial nach Lunden transportiert. Inwieweit die Baupläne für das neue Kloster in Lunden in der kurzen Zeit des Bestehens des Klosters gänzlich realisiert werden konnten, ist nicht bekannt. Erwähnung finden die Klostergebäude nur, als bei einem Sturm 1520 eine Wand des Refektoriums einstürzte. Die aus dem Ende des 12. Jahrhunderts stammende romanische Lundener Pfarrkirche St. Laurentius wurde für den Gebrauch für die Gottesdienste der Franziskanerbrüder innerhalb kurzer Zeit umgebaut. Die Erweiterung des um 1470 mit Feldsteinen errichteten gotischen Chores mit Backsteinen ist deutlich zu erkennen.
Die Bedingung für die Ansiedlung eines Bettelordenklosters, nämlich eine Stadt zu sein, erfüllte Lunden nicht. Erst 1529 bekam der Ort, bis dahin nur ein Flecken, das Stadtrecht verliehen. Laut dem Chronisten Neocorus war die Klostergründung auch deshalb erfolgt, weil Lunden sich als nördlicher Gegenpol der bis dahin einzigen Stadt in Dithmarschen, Meldorf, positionieren wollte, das seit dem frühen 14. Jahrhundert ein Dominikanerkloster beherbergte. Die observanten Franziskanerbrüder, die das neue Kloster bewohnten, wurden von außerhalb des Landes angeworben. 1520 wechselte das Kloster wie die anderen sogenannten Grauklöster der Kustodie Holstein der dänischen Provinz Dacia in Kiel, Schleswig, Husum und Flensburg zur Sächsischen Franziskanerprovinz.

### Aufhebung
Am 6. Dezember 1524 trafen sich im Refektorium des Lundener Franziskanerklosters Augustinus Torneborch, der Prior des Meldorfer Dominikanerklosters, und der Prior des Hamburger Dominikanerklosters, um gemeinsam mit den Achtundvierzigern über das Vorgehen gegen den lutherischen Prediger Heinrich von Zütphen zu beraten. Laut Neocorus gefiel der Plan des Meldorfer Priors, Zütphen zu überfallen und zu ermorden, "sonderlich den Grauen Mönchen". Bei dieser Beurteilung ist allerdings zu beachten, dass Neocorus als lutherischer Pastor den Orden sehr kritisch gegenüberstand.
Zum letzten Mal erwähnt sind Franziskanerbrüder in Lunden 1531, aus welchem Jahr der vor Ort lebende Chronist Johann Russe von einem Mord auf dem Klosterhof berichtete. Am 14. April 1532 wurde die erste deutschsprachige Messe in der Lundener St. Laurentiuskirche gefeiert. Damit war der Beginn der Reformation gekennzeichnet. Am 31. Mai 1533 wurde in der Lundener Klosterkirche erstmals eine lutherische Predigt gehalten. Zu diesem Zeitpunkt hatten die Brüder das Kloster vermutlich bereits verlassen. Die Gebäude waren bis 1539 schon wieder abgebrochen. Bis auf den verlängerten Chor der Kirche haben sich keine sichtbaren Spuren erhalten.